# تل سنان
تل سنان قرية وبلدية في منطقة سلمية في محافظة حماة في سورية.
تقع قرية تل سنان على بعد 14 كم إلى الشمال الشرقي من مدينة السلمية. يحدها من الغرب قرية تل عدا ومن الجنوب قرية ذيل العجل ومن الشرق قرية جدوعة ومن الشمال قرية الدوسة.
أحدثت بلدية تل سنان في عام 1992، ويتبع للبلدية تل سنان فقط.
بناء القرية حديث وقديم ومتقارب وأراضي القرية سهلية وتستعمل لزراعة الحبوب -الشعير غالباً-. أثر الجفاف وقلة الأمطار على الزراعة المروية فأصبحت معظم الزراعات بعلية.
يوجد إلى الغرب من القرية تل أثري قديم يستخدم كمقبرة قديمة، نسبة التعليم في القرية جيدة (أكثر من 85%).

## المرافق والخدمات
توجد مدرستان -ابتدائية وإعدادية- تتبعان لمديرية التربية، وتوجد وحدة إرشادية تقدم الخدمات للمزارعين في القرية والقرى المجاورة.كما كان يوجد بلدية للقرية ولعدم توفر لها بناء تم نقلها لبلدية تل عدا.كما كان يوجد مركز صحي يقدم الخدمات الطبية للمواطنين مثل لقاحات ومعاينات وأدوية ولكن لعدم وجود بناء للمركز تم نقله الي قرية جدوعة، في حال وجودها وإسعافات أولية. توجد أيضًا جمعية فلاحية.